# Fernando Pérez de Sevilla y Ayala
Fernando Pérez de Sevilla y Ayala (Cadis, 2 d'octubre de 1915 - Madrid, 26 de febrer de 2002) fou un militar i polític andalús, general de l'exèrcit franquista i governador civil de diverses províncies en la dècada de 1960 i 1970.
Llicenciat en dret per la Universitat de Granada, va ingressar a l'exèrcit durant la guerra civil espanyola, en la que fou ferit. Després arribaria el grau de coronel d'infanteria. Ha estat tinent coronel cap de la Unitat d'Estudis i Experiències de l'Escola d'Aplicació i Tir d'Infanteria, i coronel cap del Regiment de la Guàrdia del General Franco. El 1957 fou nomenat Delegat Nacional d'Informació i Investigació del Movimiento Nacional i procurador en Corts, càrrec que va ocupar fins a maig de 1966, quan fou nomenat Governador civil de Castelló. Va ocupar el càrrec fins a desembre de 1969, quan fou nomenat governador civil de Toledo Deixà el càrrec en febrer de 1972, quan fou nomenat Governador civil d'Oviedo, càrrec del que va cessar el gener de 1973. En juny de 1976 fou nomenat governador civil de Navarra, càrrec que va ocupar fins al 14 de juny de 1977, després de les eleccions generals espanyoles de 1977.